# 赤羽橋
赤羽橋（あかばねばし）は、東京都港区の古川に架かる橋。また、北西側にある都営地下鉄大江戸線赤羽橋駅周辺を指す地名。

## 概要

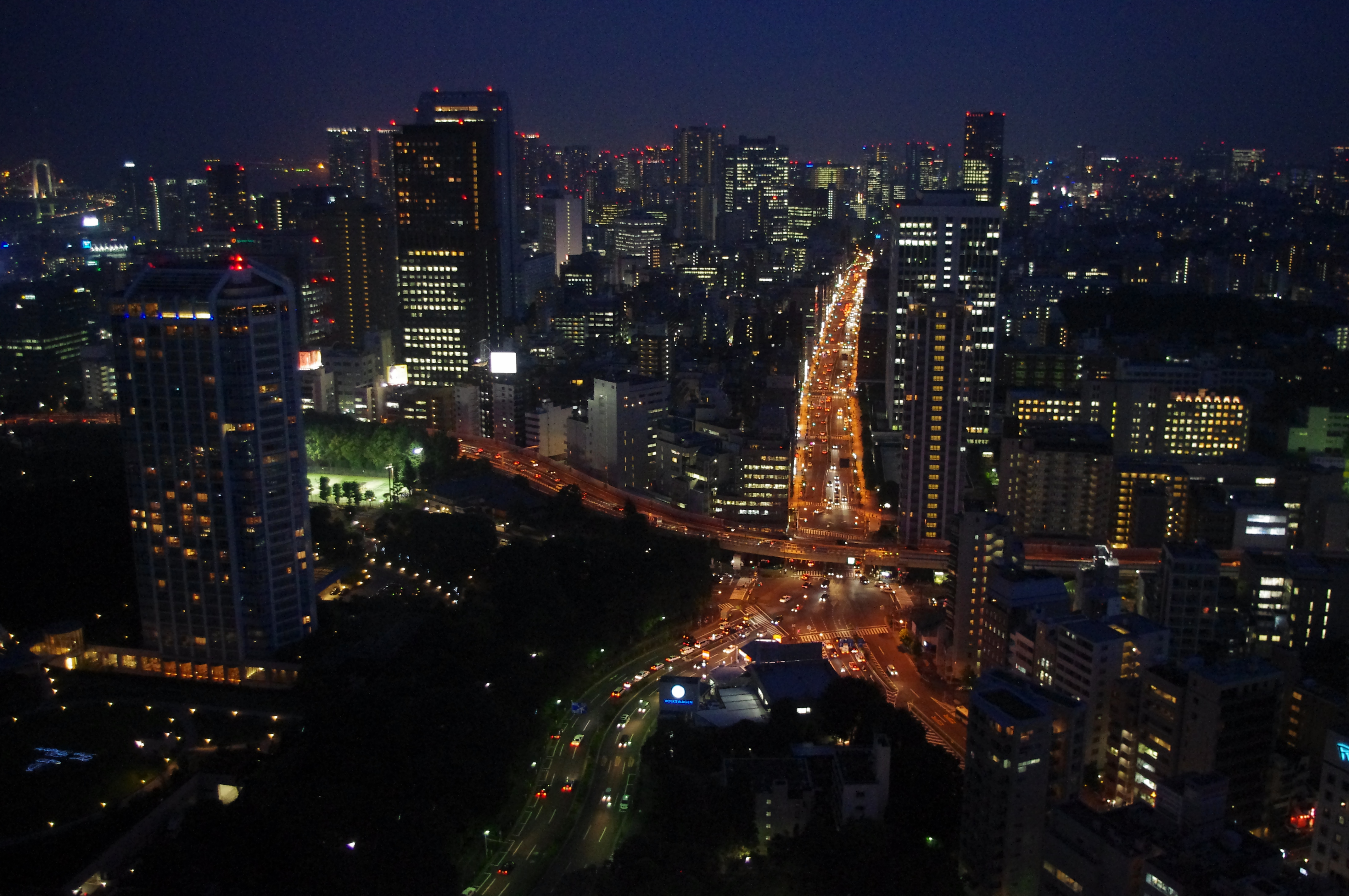
東京タワーから見下ろした図。高架の下に架かるのが赤羽橋。

北東が芝公園四丁目、北西が東麻布一丁目、南西が三田一丁目、南東が芝一丁目。
国道1号桜田通りの一部で、北側の赤羽橋交差点で東京都道319号環状三号線、東京都道301号白山祝田田町線と交差する。上部は首都高速道路都心環状線に覆われ、芝公園出入口で周辺道路と接続する。

## 歴史

### 江戸時代の橋

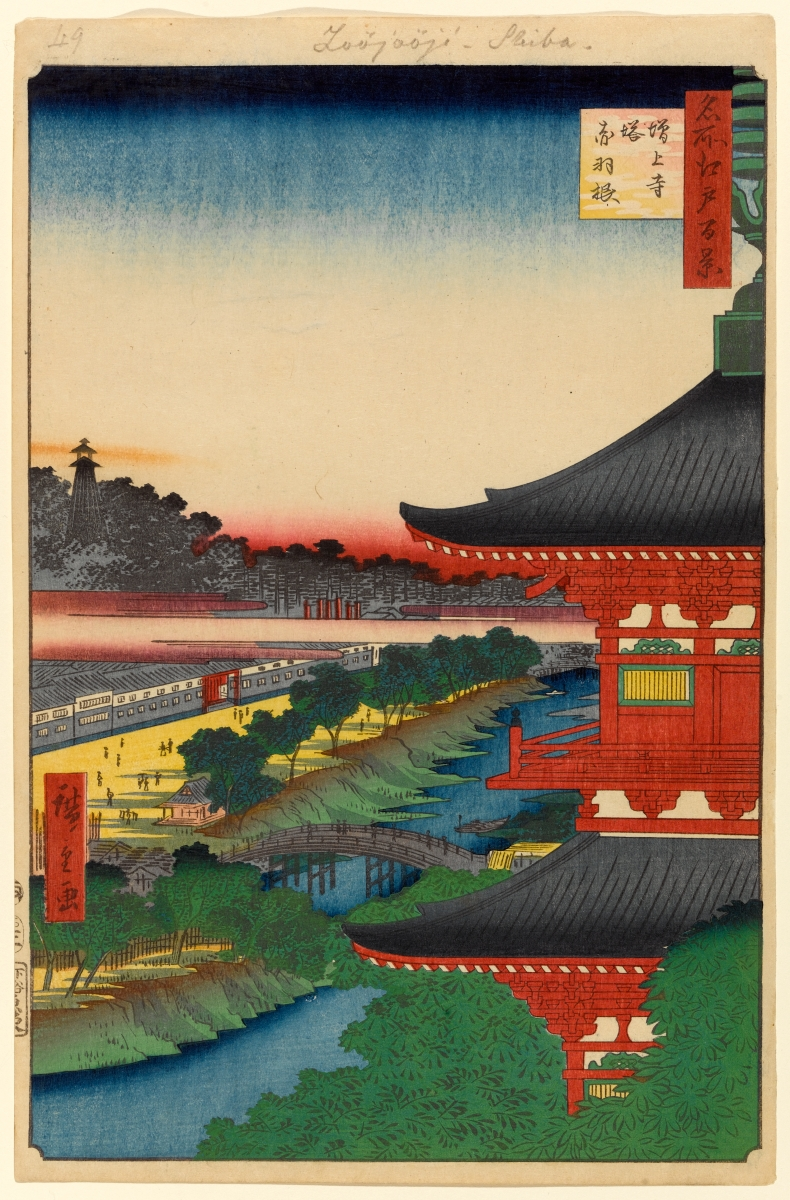
歌川広重『名所江戸百景』「増上寺塔赤羽根」

創架年代は不明だが、「正保江戸図」には橋が確認できる。延宝3年（1675年）古川の浚渫工事に伴い木橋が架けられ、寛文7年（1667年）頃古川の拡福工事により土橋となった。
修復は近隣大名の月番で行われ、文政頃には久留米藩有馬頼徳、高知藩山内豊資、伊予松山藩松平定通、浜松藩水野忠邦、川越藩松平斉典、郡山藩柳沢保泰、新庄藩戸沢正胤、三春藩秋田孝季、丸亀藩京極高朗、島原藩松平忠侯、臼杵藩稲葉幾通、清末藩毛利元世、佐土原藩島津忠徹、芝村藩織田長恭の14家が担当していた。この時の橋は長さ11間、幅4間2尺、高さ3尺5寸。

### 橋周辺
古川の内、赤羽橋周辺は特に赤羽川、中ノ橋との間の河岸地は赤羽河岸と呼ばれた。北西側の河岸地では魚商人が毎朝「ちょっと」の間立売を行ったため、ちょろ河岸と呼ばれた。
橋の北東側には増上寺裏門赤羽門があり、寺への延焼を防ぐ火除地として赤羽広小路が設けられていた。
橋の南側は江戸時代初期には農村だったが、明暦年間久留米藩有馬家上屋敷、寛文7年（1667年）芝松本町一丁目、二丁目、芝新網町代地、芝中門前三丁目代地が成立し、市街化した。
文政元年（1818年）、久留米藩が国元から藩邸に水天宮を勧請して賑わったが、明治4年（1871年）、青山に移転した。
文久3年（1863年）4月13日、浪士組を率いていた清河八郎が橋近辺にて暗殺されている。

### 近代
- 1874年（明治7年）12月 長さ21m、幅11m、木橋[6]
- 1891年（明治24年）4月 長さ20m、幅11m、鉄橋[7]
- 1901年（明治34年） 長さ18m、木橋[8]
- 1926年（大正15年） 長さ15.75m、幅18.19m、鋼橋[4]
- 1974年（昭和49年）3月 長さ17.50m、幅30m、鋼橋[9]

1872年（明治5年）、久留米藩邸跡は芝赤羽町となり、1967年（昭和42年）まで存在した。
都電時代は橋上を三田線が通り、南側の赤羽橋停留場で古川線と接続していた。

## 句
- 『誹風柳多留』ケイ22「赤羽根や橋の下にも菜の畠」
- 田安宗武『天降言』赤羽橋帰帆「追風に力もいれで舟人の帆かけて帰るけしきのどけき」
- 北原白秋「時雨降る冬の夜寒に啼く鶏（かけ）の赤羽根橋をわが渡るなり」[4]